# Podróż apostolska Benedykta XVI do Beninu
Wizyta papieża Benedykta XVI w Beninie była Jego 22. podróżą zagraniczną oraz drugą na kontynencie afrykańskim.

## Program[1]

### 18 listopada2011(piątek)
- 9:00 – odlot papieskiego samolotu z lotniska Fiumicino do Kotonu
- 15:00 – ceremonia powitania na międzynarodowym lotnisku im. kard. Bernardina Gantina w Kotonu.
- 16:30 – wizyta w katedrze w Kotonu. Przemówienie papieża

### 19 listopada2011 (sobota)
- 9:00 – spotkanie z przedstawicielami rządu, życia publicznego, korpusem dyplomatycznym oraz reprezentantami innych religii w Pałacu Prezydenckim w Kotonu.
- 9:50 – spotkanie z prezydentem Beninu Thomasem Yayim Bonim
- 11:15 – wizyta do grobu kard. Bernardina Gantina w kaplicy Wyższego Seminarium Duchownego św. Galla w Ouidah oraz spotkanie na dziedzińcu z duchowieństwem, klerykami, zakonnikami i laikatem katolickim.
- 12:15 – wizyta w bazylice pw. Niepokalanego Poczęcia Najświętszej Maryi Panny i podpisanie postsynodalnej adhortacji apostolskiej.
- 17:00 – wizyta w ośrodku charytatywnym „Pokój i Radość” w Kotonu prowadzonym przez siostry Misjonarki Miłości (siostry bł. Matki Teresy) przy parafii Św. Rity w Kotonu. Przemówienie papieża. Spotkanie z dziećmi w parafii św. Rity w Kotonu.
- 18:45 – spotkanie z biskupami Beninu w nuncjaturze apostolskiej w Kotonu. Przemówienie papieża.
- 19:30 – kolacja z biskupami Beninu w nuncjaturze apostolskiej w Kotonu.

### 20 listopada2011 (niedziela)
- 9:00 – msza i przekazanie biskupom Afryki posynodalnej adhortacji apostolskiej Africae Munus w Kotonu. Homilia papieża (ponad 100 tysięcy uczestników[2]).
- 12:00 – modlitwa Anioł Pański. Rozważanie papieża.
- 12:15 – obiad z członkami Rady Specjalnej dla Afryki Sekretariatu Generalnego Synodu Biskupów w nuncjaturze apostolskiej w Kotonu.
- 16:00 – ceremonia pożegnalna na międzynarodowym lotnisku Kardynała Bernardina Gantin w Kotonu.
- 16:30 – odlot z lotniska w Kotonu do Rzymu
- 22:00 – przylot na lotnisko Ciampino